# Amstel Gold Race 1980
La 15e édition de l'Amstel Gold Race a eu lieu le 5 avril 1980 et a été remportée par le Néerlandais Jan Raas (TI-Raleigh-Creda) pour la quatrième année consécutive. Il est suivi dans le même temps par le Belge Alfons De Wolf (Boule d'Or-Sunair-Colnago) et par l'Irlandais Sean Kelly (Splendor-Admiral).

## Équipes participantes
| Équipes professionnelles (14)- TI-Raleigh-Creda - Boule d'Or-Sunair-Colnago - Splendor-Admiral - Renault-Gitane - Peugeot-Esso-Michelin - IJsboerke-Warncke Eis - DAF Trucks-Lejeune - Safir-Ludo - HB Alarmsystemen - Rauler-Gipiemme - Cilo-Aufina - Kondor-Campagnolo - Eurobouw-Cambio Rino - Miko-Mercier-Vivagel |
| |

## Classement final
Soixante-six coureurs terminent la course.
| \| Classement général \| Classement général \| Classement général \| Classement général \| Classement général \| \| Coureur \| Coureur \| Pays \| Équipe \| Temps \| \| ------------------ \| -------------------------- \| ------------------ \| ---------------------- \| ------------------ \| \| 1er \| Jan Raas \| Pays-Bas \| TI-Raleigh-Creda \| 5 h 44 min 27 s \| \| 2e \| Alfons De Wolf \| Belgique \| Boule d'Or-Studio Casa \| + 0 s \| \| 3e \| Sean Kelly \| Irlande \| Splendor-Admiral \| + 0 s \| \| 4e \| Jean Chassang \| France \| Renault-Gitane \| + 0 s \| \| 5e \| Bernard Hinault \| France \| Renault-Gitane \| + 0 s \| \| 6e \| Jacques Bossis \| France \| Peugeot-Esso-Michelin \| + 0 s \| \| 7e \| Daniel Willems \| Belgique \| IJsboerke-Warncke Eis \| + 0 s \| \| 8e \| Gilbert Duclos-Lassalle \| France \| Peugeot-Esso-Michelin \| + 0 s \| \| 9e \| Jo Maas \| Pays-Bas \| DAF Trucks-Lejeune \| + 0 s \| \| 10e \| Jean-Philippe Vandenbrande \| Belgique \| Safir-Ludo \| + 0 s \| |                            |          |                        |                 |
| |                            |          |                        |                 |
| Sources : ProCyclingStats Cycling Archives |                            |          |                        |                 |
| Classement général |                            |          |                        |                 |
| Coureur | Coureur                    | Pays     | Équipe                 | Temps           |
| 1er | Jan Raas                   | Pays-Bas | TI-Raleigh-Creda       | 5 h 44 min 27 s |
| 2e | Alfons De Wolf             | Belgique | Boule d'Or-Studio Casa | + 0 s           |
| 3e | Sean Kelly                 | Irlande  | Splendor-Admiral       | + 0 s           |
| 4e | Jean Chassang              | France   | Renault-Gitane         | + 0 s           |
| 5e | Bernard Hinault            | France   | Renault-Gitane         | + 0 s           |
| 6e | Jacques Bossis             | France   | Peugeot-Esso-Michelin  | + 0 s           |
| 7e | Daniel Willems             | Belgique | IJsboerke-Warncke Eis  | + 0 s           |
| 8e | Gilbert Duclos-Lassalle    | France   | Peugeot-Esso-Michelin  | + 0 s           |
| 9e | Jo Maas                    | Pays-Bas | DAF Trucks-Lejeune     | + 0 s           |
| 10e | Jean-Philippe Vandenbrande | Belgique | Safir-Ludo             | + 0 s           |